# Odes (album)
Odes este un album produs prin colaborarea actriței de origine greacă Irene Papas și al compozitorului grec Vangelis, înregistrat în anii 1977 - 1978 și lansat pe piață în 1979. 
Albumul reprezintă în mare parte o colecție de cântece tradiționale grecești ce aveau ca temă rezistența împotriva Imperiului Otoman, precum și două piese noi („La Danse Du Feu” și „Racines”). Vangelis și Irene Papas interpretează aceste piese într-o manieră modernă. Vangelis asigură partea instrumentală, în timp ce Papas interpretează vocal.
Cei doi artiști se cunoșteau deja de mult timp. În anii '60 au colaborat la realizarea albumului 666, Papas interpretând vocea feminină din piesa „I am to become a wolf”. Următoarea colaborare va avea loc abia peste opt ani, în anul 1986.

## Lista pieselor
1. "Les 40 Braves" (gr: Σαράντα Παλικάρια) – 5:19
2. "Neranzoula" (Le Petit Oranger) (gr: Νερατζούλα) – 5:53
3. "La Danse du Feu" (gr: Ο χορός της φωτιάς) (Compoziție Originală) – 6:06
4. "Les Kolokotronei" (gr: Οι Κολοκοτρωναίοι) – 3:20
5. "Le Fleuve" (gr: Το Ποτάμι) – 6:46
6. "Racines" (gr: Οι ρίζες) (Compoziție Originală) – 8:52
7. "Lamento" (gr: Μοιρολοϊ) – 8:31
8. "Menousis" (gr: Ο Μενούσης) – 6:37

- Piesele 3 și 6 compuse de Vangelis
- Piesele 1, 2, 4, 5, 7 & 8 sunt cântece tradiționale, partea instrumentală este asigurată de Vangelis iar versurile de Irene Papas și Arianna Stassinopoulos